# Багатоцільовий морський буксир проєкту Т3500
Морський буксир проєкту Т3500 — це універсальні морські буксири криголамного типу, які призначені для проведення Дніпром та Бузько-Дніпровським лиманським каналом суден водотоннажністю 50-70 тис. тон, для забезпечення швартування суден до причалів терміналів «Нібулон», проведення несамохідних суден в караванах по 2-4 одиниці у т.р. в льодових умовах із товщиною льоду до 60 см. Завдяки гвинто-стерновим колонкам азимутального типу Rolls-Roys буксири здатні ходити носом, кормою і будь-яким бортом. Два протипожежні стволи, що подають воду на відстань до 100 м, дозволяють буксиру загасити вогонь як на іншому судні, так і на березі.

## Обладнання
Дизельний двигун MTU 12V4000M53 (Німеччина) — один з найкращих дизельних двигунів у світі, що використовується у т.р. на військовій техніці. Розрахований на 30 тис. годин роботи в важких умовах без капітального ремонту.
Потужність, кВт (к.с.) — 2 х 1380 (1851)
Номінальна швидкість обертання валу, об/хв — 1800
Кількість циліндрів, шт. — 12
Об'єм циліндрів, л — 57.2
Споживання палива, г/кВт — 203
Старт — електричний
Гвинто-стернова колонка (ГСК) Rolls-Roys US 205/3135 СP (2 шт.) — Z-образний рушій з прямим дизельним приводом, обладнаний гвинтом фіксованого кроку у кільцевій насадці.
Вхідна потужність, кВт — 1500
Швидкість обертів валу двигуна при 100 % безперервному навантаженні, об/хв — 1600
Загальне передаточне відношення — 3,925
Номінальна швидкість обертів гвинта, об/хв — 407
Керування ГСК здійснюється за допомогою системи керування Aquapilot.
Допоміжний та аварійний дизель-генератор Volvo-Penta (Швеція) D9MG (допоміжний), D5MG (аварійний), генератор Stamford HCM434C/UCM274C
Потужність, кВт — 239/77
Кількість обертів, об/хв — 1500
Кількість циліндрів — 6/4
Робочий об'єм, л — 9,36/4,76
Споживання палива (75 %), г/кВт — 205/217
Старт — електричний
Носова гідравлічна якорно-буксирна лебідка Fluidmecanica (Іспанія) M-2750-128-2B-1C-1TRED-19
Номінальне тяглове зусилля на тросовому барабані, кН — 100
Номінальне тяглове зусилля на ланцюговому барабані, кН — 27
Максимальне тяглове зусилля на цепному барабані, кН — 33
Швидкість роботи з якірним ланцюгом, м/хв — 0-8
Швидкість роботи з тросом при 100 % завантаженні, м/хв — 0-8
Швидкість роботи без провисання тросу, м/хв — 0-40
Ємність тросового барабану, м — 150
Кормова гідравлічна буксирна лебідка Fluidmecanica (Іспанія) CHR-10-150-1T-EA-FEH-RED
Номінальне тяглове зусилля на тросовому барабані, кН — 150
Номінальна швидкість роботи з тросом, м/хв — 0-18
Ємність барабану, м — 700
Пожежні насоси Fire Fighting Systems (Норвегія)
Потужність, куб.м/год — 375
Довжина струменю, м — 100
Гідравлічний кран Fluidmecanica HLM-250-2S
Максимальна вантажопідйомність, т — 3.4
Максимальний радіус дії, м — 8.3
Обертання, градусів — 360

## Судна проєкту
- Нібулон-100
- Нібулон-101